# John Giblin
John Giblin (Bellshill, 26 febbraio 1952 – 14 maggio 2023) è stato un bassista britannico.

## Biografia
Fece parte della band fusion inglese Brand X, dal 1979 al 1982, anche in veste di autore, dove suonava esclusivamente il basso fretless e il contrabbasso, e dei Simple Minds.
Collaborò con artisti di fama internazionale come Peter Gabriel, Donovan, Jon Anderson, Beverley Craven, Phil Collins, Cheb Khaled, Alan Parsons, Fish, Kate Bush, Roger Waters, Richard Ashcroft e Sting. Nel 2010 accompagnò Joan Armatrading nel tour dell'album This Charming Life.

### Carriera in Italia
In Italia suonò con Lucio Battisti, Eros Ramazzotti, Gazebo, Renato Zero, Franco Battiato, Massimo Di Cataldo, Leda Battisti, Saro Cosentino Ones and Zeros e nel 2003 entrò a far parte della band di supporto di Claudio Baglioni. Partecipò a tour di Lucio Dalla, Zucchero Fornaciari, Pino Daniele, Giorgia, Gianna Nannini, Piero Pelù e Laura Pausini. Nel 2018 suonò nell'orchestra del Festival di Sanremo.